# Thái Ngọc
Thái Ngọc  (Trung Hà, Vietnam; 1942) es un insomne vietnamita. Según la organización de noticias vietnamita Thanh Niên, es conocido por haber permanecido despierto durante cuarenta y cinco años. Thanh Niên también afirmó que Ngọc adquirió la capacidad de no dormir después de un brote de fiebre en 1973, pero según el Vietnam Investment Review, no había ninguna causa aparente.
En el momento del informe de Thanh Niên, Ngọc no sufría ningún efecto perjudicial aparente por no poder dormir. Estaba mentalmente sano y acarreaba a diario dos bolsas de pienso para cerdos de cincuenta kilos cada una por una carretera de cuatro kilómetros sin sufrir cansancio.